# Народное национальное движение
Народное национальное движение (англ. People's National Movement; ННД) — политическая партия в Тринидаде и Тобаго, одна из двух основных партий страны. Основанная в 1956 году, это старейшая действующая партия Тринидада и Тобаго. Начиная с выборов 1956 года ННД была либо правящей партией, либо официальной оппозицией. Четыре премьер-министра страны были представителями ННД. Партия придерживается принципов либерализма и в основном определяется как центристская либо лево-центристская в политическом спектре.

## История
Партия была основана в 1955 году Эриком Уильямсом, который был вдохновлён левоцентристской Народной национальной партией Нормана Мэнли на Ямайке. Народное национальное движение победило на выборах 1956 года и продолжала удерживать власть в течение 30 лет. После смерти Уильямса в 1981 году партию возглавил Джордж Чемберс. На выборах 1986 года ННД было разгромлено Национальному альянсу за восстановление, получив лишь 3 из 33 депутатов. Под руководством Патрика Мэннинга партия вернулась к власти в 1991 году после попытки государственного переворота со стороны Джамаата аль-Муслимин в 1990 году, но в 1995 году вновь потеряла власть, уступив Объединённому национальному конгрессу. ННД снова уступило Объединённому национальному конгрессу на всеобщих выборах 2000 года, но раскол в ОНК привёл к новым выборам в 2001 году. Выборы 2001 года привели к равному 18-18 распределению мест между ННД и ОНК, и президент Артур Н. Р. Робинсон назначил Мэннинга премьер-министром. Мэннинг не смог избрать спикера Палаты представителей, но получил абсолютное большинство на новых выборах, проведённых в 2002 году и ещё раз в 2007 году, до потери власти в 2010 году. ННД вернулось к власти после выборов 2015 года под руководством Кита Роули, получив 51,7 % голосов избирателей и 23 из 41 мест, лучший результат, начиная с 1981 года

## Участие в парламентских выборах
| Выборы | Выборы | Лидер партии   | Голосов    | Голосов | Голосов | Мест       | Мест | Положение | Правительство |
| Выборы | Выборы | Лидер партии   | Количество | %       | ±       | Количество | ±    | Положение | Правительство |
| ------ | ------ | -------------- | ---------- | ------- | ------- | ---------- | ---- | --------- | ------------- |
|        | 1956   | Эрик Уильямс   | 105 513    | 39,8 %  | —       | 13 из 24   | ▲ 13 | 1         | ННД           |
|        | 1961   | Эрик Уильямс   | 190 003    | 57,0 %  | ▲ 17,2  | 20 из 30   | ▲ 7  | ▬ 1       | ННД           |
|        | 1966   | Эрик Уильямс   | 158 573    | 52,4 %  | ▼ 4,6   | 24 из 36   | ▲ 4  | ▬ 1       | ННД           |
|        | 1971   | Эрик Уильямс   | 99 723     | 84,1 %  | ▲ 31,7  | 36 из 36   | ▲ 12 | ▬ 1       | ННД           |
|        | 1976   | Эрик Уильямс   | 169 194    | 54,2 %  | ▼ 29,9  | 24 из 36   | ▼ 12 | ▬ 1       | ННД           |
|        | 1981   | Джордж Чемберс | 218 557    | 52,9 %  | ▼ 1,3   | 26 из 36   | ▲ 2  | ▬ 1       | ННД           |
|        | 1986   | Джордж Чемберс | 183 635    | 32,0 %  | ▼ 20,9  | 3 из 36    | ▼ 23 | ▼ 2       | НАВ           |
|        | 1991   | Патрик Маннинг | 233 150    | 45,1 %  | ▲ 13,1  | 21 из 36   | ▲ 18 | ▲ 1       | ННД           |
|        | 1995   | Патрик Маннинг | 256 159    | 48,8 %  | ▲ 3,7   | 17 из 36   | ▼ 4  | ▬ 1       | ОНК–НАВ       |
|        | 2000   | Патрик Маннинг | 276 334    | 46,5 %  | ▼ 2,3   | 16 из 36   | ▼ 1  | ▼ 2       | ОНК           |
|        | 2001   | Патрик Маннинг | 260 075    | 46,5 %  | ▬       | 18 из 36   | ▲ 2  | ▬ 2       | ННД (меньш.)  |
|        | 2002   | Патрик Маннинг | 308 762    | 50,9 %  | ▲ 4,4   | 20 из 36   | ▲ 2  | ▲ 1       | ННД           |
|        | 2007   | Патрик Маннинг | 299 813    | 45,85 % | ▼ 5,05  | 26 из 41   | ▲ 6  | ▬ 1       | ННД           |
|        | 2010   | Патрик Маннинг | 285 354    | 39,65 % | ▼ 6,2   | 12 из 41   | ▼ 14 | ▼ 2       | АН            |
|        | 2015   | Кит Роули      | 378 447    | 51,68 % | ▲ 12,03 | 23 из 41   | ▲ 11 | ▲ 1       | ННД           |
|        | 2020   | Кит Роули      | 322 250    | 49,08%  | ▼ 2,6   | 22 из 41   | ▼ 1  | ▬ 1       | ННД           |